# Andreas Bernard
Andreas Bernard (Bolzano, 9 giugno 1990) è un hockeista su ghiaccio italiano, milita come portiere nell'Hockey Club Merano, squadra della Alps Hockey League.

## Biografia
Il fratello maggiore Anton è stato un giocatore di hockey su ghiaccio, di ruolo attaccante, per diverse stagioni capitano dell'Hockey Club Bolzano; anche l'altro fratello maggiore, Manfred, giocò come portiere perlopiù come backup - tra la seconda e la terza serie italiana

## Carriera

### Club
Andreas Bernard crebbe a Caldaro sulla Strada del Vino, e cominciò a giocare ad hockey su ghiaccio nell'HC Egna. 
Al termine della seconda stagione in prima squadra con le Oche Selvagge venne acquistato dall'HC Bolzano, con cui vinse da backup la Supercoppa, la Coppa Italia e lo Scudetto, pur avendo giocato anche alcuni incontri con il farm team dell'SV Caldaro.
Dopo una stagione, nel 2009 si trasferì in Finlandia nelle giovanili del SaiPa. Nella successiva stagione fece il suo esordio in SM-Liiga, mentre nella terza stagione raccolse altre sei presenze, prima di essere girato in prestito in terza serie al RoKi-79 Rovaniemi.
Per la stagione 2012-2013 firmò un contratto annuale con il Mikkelin Jukurit, squadra della Mestis, con i quali al termine della stagione si laureò campione della seconda serie finlandese. Si distinse per la migliore percentuale di parate del campionato (92,6%) e il numero medio di reti subite (1,92), così come nei playoff in cui ottenne numeri ancor più significativi (95,0% di parate e 1,40 di media reti subite). Bernard venne inoltre insignito del premio Pasi Nurminen, come miglior portiere della lega, e venne nominato nella All-Star Team.
Scaduto il contratto fece il suo ritorno al SaiPa, nel massimo campionato finlandese, firmando un accordo biennale. Nel dicembre 2013, nel gennaio 2014 e nel gennaio 2015 disputò alcuni incontri, con la formula del prestito, in Mestis con la maglia del SaPKo, del KooKoo e dell'Heinolan Peliitat.
Nel maggio 2015 Bernard lasciò il SaiPa e firmò un contratto annuale con opzione per la stagione successiva con il Porin Ässät.
Dopo tre stagioni e mezzo a Pori, nel febbraio del 2019 Bernard lasciò la Finlandia per passare all'Adler Mannheim, nella tedesca Deutsche Eishockey-Liga, fino al termine della stagione.
Nonostante le buone prestazioni offerte al Mondiale 2019, Bernard rimase svincolato, sebbene nel corso dell'estate si fosse ventilato un suo ritorno all'HC Bolzano. Solamente il 25 settembre riuscì a trovare un ingaggio, facendo ritorno nella Liiga con un contratto a tempo, nelle file dell'HIFK, che doveva sopperire al contemporaneo infortunio del titolare Atte Engren e del terzo portiere Roope Taponen.
Terminato il contratto con la squadra di Helsinki senza mai scendere sul ghiaccio, trovò un accordo, ufficializzato il 2 gennaio 2020, con il MAC Újbuda, squadra ungherese dell'Extraliga slovacca.
Rimasto svincolato al termine della stagione (interrotta anticipatamente a causa della pandemia di COVID-19), Bernard dovette attendere dicembre per trovare un ingaggio: fu messo sotto contratto dall'Hockey Club Bolzano che si trovava a far fronte alle contemporanee assenze per infortunio del portiere titolare Leland Irving e del backup Justin Fazio.
Rientrati i due portieri, Bernard trovò un ingaggio in HockeyAllsvenskan, coi neopromossi Väsby IK Hockey, il 22 gennaio 2021.
Il 1º aprile 2021 venne annunciato il suo ritorno nella ICE Hockey League per la stagione 2021-2022, nelle file del VSV di Villaco. Il 18 febbraio 2022 i carinziani, insoddisfatti delle prestazioni del goalie italiano nonostante si trovassero in quel momento al secondo posto in classifica, risolsero il contratto di Bernard, che venne sostituito dal finlandese Tomi Karhunen.
Pochi giorni dopo venne ufficializzato il suo ritorno al Bolzano, che a sua volta aveva liberato colui che fino a quel momento era stato il portiere titolare, Kevin Boyle. Nel successivo mese di giugno 2022 Bernard trovò l'accordo per il rinnovo coi biancorossi per un'ulteriore stagione.
Nel maggio del 2023 lasciò Bolzano per trasferirsi in un'altra squadra italiana di ICE Hockey League, l'Hockey Club Val Pusteria.

### Nazionale
Andreas Bernard giocò nelle formazioni giovanili U18 e U20 della Nazionale italiana vincendo nel 2008 il titolo di Seconda Divisione U20, disputato in Italia. Bernard raccolse in quattro stagioni fra U18 e U20 un totale di 19 presenze nelle competizioni ufficiali. Nel 2009 e 2010 ai campionati mondiali U20 di Prima Divisione venne premiato come miglior portiere della competizione.
Esordì con la Nazionale maggiore in occasione dell'Euro Ice Hockey Challenge di Miskolc nel novembre 2011, giocando da titolare l'ultimo incontro con il Giappone. Nel 2012 prese parte al Mondiale di Top Division in Svezia, tuttavia senza venire impiegato. L'anno seguente partecipò al Mondiale di Prima Divisione in Ungheria scendendo una sola volta sul ghiaccio nell'ultimo incontro con il Kazakistan. Nel 2014 partecipò al Mondiale in Bielorussia sempre nel ruolo di  backup di Daniel Bellissimo guadagnandosi la prima presenza nella rassegna iridata di Gruppo A nel match contro il Canada.
A partire dalla stagione 2014-2015 divenne il portiere titolare degli azzurri e disputò il Mondiale di Prima Divisione in Polonia, venendo scelto fra gli MVP della squadra. Nel febbraio 2016 vinse con il Blue Team il torneo preolimpico di Cortina d'Ampezzo. Nella primavera dello stesso anno partecipò al Mondiale di Prima Divisione in Polonia, in cui l'Italia riuscì a guadagnarsi la promozione in Top Division. In estate disputò il torneo preolimpico in Norvegia.
Nel 2017 partecipò ai Mondiali in Germania.  Al termine del torneo, chiuso con la retrocessione, risultò uno dei tre migliori giocatori azzurri. L'anno seguente disputò i Mondiali di Prima Divisione in Ungheria,  in cui l'Italia riuscì a riguadagnarsi l'accesso ai Mondiali di Gruppo A.
Nel 2019 prese parte ai Mondiali Élite in Slovacchia, nei quali la Nazionale italiana chiuse la rassegna iridata con un'insperata salvezza nell'ultima sfida ai rigori contro l'Austria. Bernard si distinse con un'ottima prestazione. Nel maggio 2021 dovette rinunciare alla convocazione per i Mondiali di Top Division in Lettonia in quanto positivo al COVID-19. L'agosto seguente partecipò al torneo di qualificazione olimpica di Riga.
Nel 2022 disputò i Mondiali di Gruppo A di Helsinki. Nel corso dell'ultimo incontro giocato contro il Kazakistan, Bernard si infortunò in uno scontro di gioco fortuito, venendo sostituito da Justin Fazio. Gli azzurri retrocessero in Prima Divisione - Gruppo A nonostante le ottime prestazioni di Bernard, che venne premiato con il Top 3 Players on Team.

## Palmarès

### Club
- Campionato italiano: 1

Bolzano: 2008-2009
- Coppa Italia: 1

Bolzano: 2008-2009
- Supercoppa italiana: 1

Bolzano: 2008
- Mestis: 1

Mikkelin Jukurit: 2012-2013

### Nazionale
- Campionato mondiale di hockey su ghiaccio Under-20 - Seconda Divisione: 1

Italia 2008

### Individuale
- Mestis First All-Star Team: 1

2012-2013
- Miglior media reti subite della Mestis: 1

2012-2013 (1.92)
- Miglior percentuale di salvataggi della Mestis: 1

2012-2013 (92,6%)
- Miglior media reti subite dei playoff della Mestis: 1

2012-2013 (1.40)
- Miglior percentuale di salvataggi dei playoff della Mestis: 1

2012-2013 (95,0%)
- Miglior portiere della Mestis: 1

2012-2013
- Miglior portiere del Campionato mondiale di hockey su ghiaccio Under-20 - Prima Divisione: 2

Danimarca 2009, Polonia 2010
- Top Player on Team del Campionato mondiale di hockey su ghiaccio - Prima Divisione Gruppo A: 1

Polonia 2015
- Top 3 Player on Team del Campionato mondiale di hockey su ghiaccio: 2

Germania & Francia 2017, Finlandia 2022